# Hórreo Casa Larrañeta (Orbaiceta)

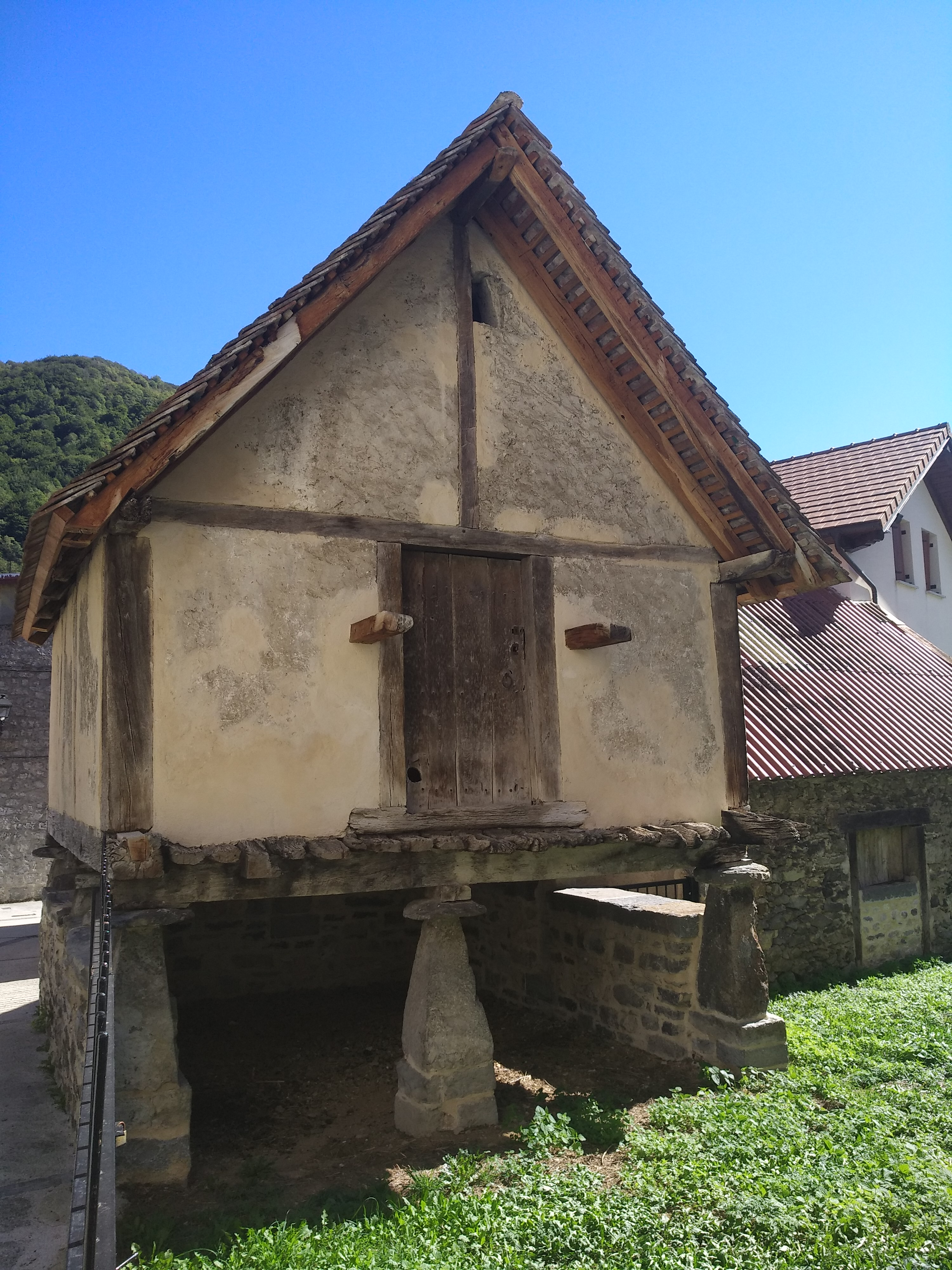
Hórreo Casa Larrañeta in Orbaiceta

Der Hórreo Casa Larrañeta in Orbaiceta, einer spanischen Gemeinde in der Autonomen Gemeinschaft Navarra, wurde vermutlich im 19. Jahrhundert errichtet. Der Hórreo ist seit 1993 ein geschütztes Kulturdenkmal (Bien de Interés Cultural).
Der Hórreo in Fachwerkbauweise ist ein schlichter, verputzter Bau mit Satteldach. Der Zugang kann nur über eine Leiter erreicht werden.
Das Gebäude wurde im Jahr 2014 mit staatlicher Hilfe restauriert.